# Élisabeth-Gabrielle de Bérard de Bernis de Vestric de Montalet
Pour les articles homonymes, voir Montalet.
 Élisabeth-Gabrielle de Bérard de Montalet de Bernis est une abbesse de Vignogoul de 1724 à 1737. Elle succéda à sa sœur François de Bérard de Vestric de Montalet, abbesse de Vignogoul en 1724 et morte à Montpellier le 10 janvier 1725.